# Edificio Kronos
L' Edificio Kronos est un gratte-ciel de logements de 140 mètres de hauteur construit à Benidorm de 2005 à 2008 au plus fort du boom de l'immobilier espagnol.
L'immeuble comporte 165 logements sur 41 étages.
C'est l'un des cinq plus haut gratte-ciel de Benidorm.
L'architecte de l'immeuble est l'agence MAPRC Arquitectura 
Le promoteur ('developer') est la société Grupo Garcia Ojeda.